# Mia electric
Mia electric était un constructeur de voiture électrique basé à Cerizay en France, dans les locaux du constructeur Heuliez.
Le nom Mia electric a été imaginé pour être facile à écrire et simple à reconnaître dans toutes les langues. La typographie retenue pour la société et les modèles est l'écriture en minuscules.
Mia electric a fait faillite en 2014.

## Historique
Créée en juillet 2010, Mia electric est dirigée par le professeur Edwin Kohl qui a repris une partie du personnel et du savoir-faire de la branche électrique d'Heuliez, groupe français fort de plus de 80 ans d’expérience dans l’automobile.
Depuis juin 2013, l'actionnaire principal de Mia electric est la société Focus Asia GmbH. Sa présidente, une femme d’affaires d’origine sud-coréenne, Michelle Boos, explique : « la nouvelle répartition de l’actionnariat de Mia electric permet à l’entreprise de poursuivre les défis du développement de la société sur le marché du véhicule électrique en France et surtout à l’international ».
En mars 2014, faute de trésorerie, le nouvel actionnaire n'ayant apporté que 2 millions sur les 36 millions d'euros promis, Mia electric est placée en liquidation judiciaire, par le Tribunal de commerce de Niort. En décembre 2014, une information judiciaire est ouverte par le parquet de Niort à l'encontre de Michelle Boos pour « banqueroute, escroquerie et abus de biens sociaux ».
En juillet 2015, la chaîne de production de la Mia electric, ainsi que les pièces détachées, le stock de batteries et les cinq véhicules restants ont été vendus aux enchères pour environ 900 000 euros, sans que l'identité de l'acquéreur n'ait été révélée.
Le 10 février 2022, le tribunal correctionnel de Niort a condamné Michelle Boos à trois ans de prison dont un an assorti d'un sursis, à 150.000 € d'amende et à l'interdiction définitive de gérer une entreprise pour avoir, entre autres, provoqué la banqueroute de sa société par enrichissement personnel.

## Spécifications et modèles

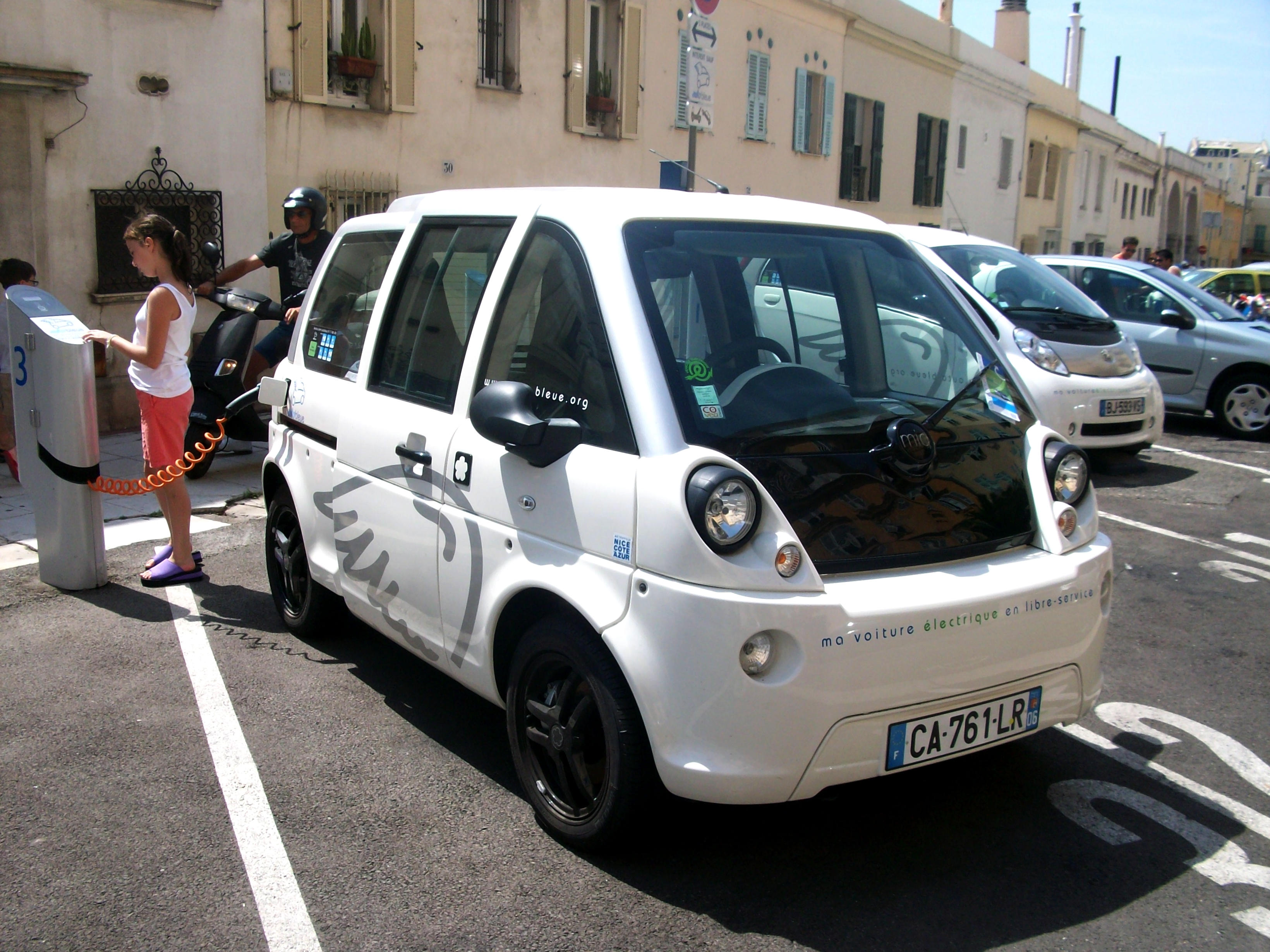
Recharge d'une Mia du service d'autopartage Auto Bleue à Nice.

La mia commercialisée par mia electric est un véhicule 100 % électrique, équipé d'un moteur asynchrone de 24 cv, sa batterie lithium fer phosphate de 12 kWh  permet une vitesse maximale de 100 km/h.
La mia  est disponible en trois variantes, mia, mia L et mia U. Toutes ont deux options de batterie, la batterie 8 kWh de série et une 12 kWh, qui permet d’accroître l'autonomie de 80-90 à 125 km. La batterie est garantie pendant 3 ans et se recharge sur une prise de 110 à 230 V/16 A .
La version courte est une trois places de 2,87 m, avec deux portes coulissantes ; le siège conducteur est situé au milieu. La mia L (3,19 m) propose quatre places. La mia U est un véhicule utilitaire avec une charge utile de 1 500 litres mesurant également 3,19 m. Tous les modèles sont également proposés en achat avec location de batterie (12 kWh).
Les trois modèles respectent les normes européennes en matière de véhicule. Leur conduite se fait avec un permis B et est autorisée sur autoroute. L’équipement de série comprend un coussin gonflable de sécurité (airbag) conducteur central, des ceintures trois-points, l'ABS ainsi que l'aide au freinage d'urgence (EBA),.

## Production et ventes

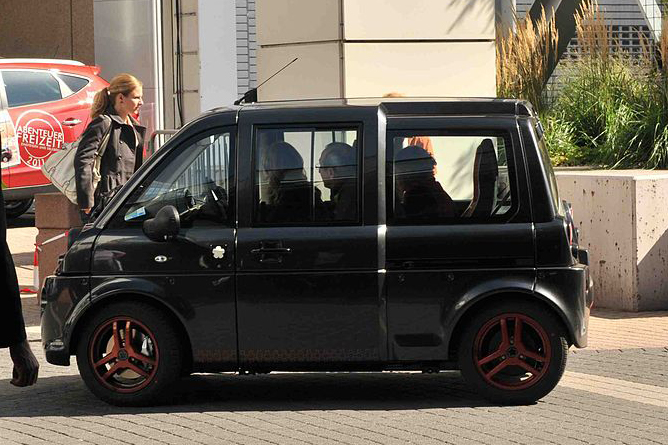
Mia electric en 2011 au Salon de l'automobile de Francfort

L’usine d’assemblage, entièrement modernisée en 2010, répond aux normes ISO 9001 et 14001. Mia electric possède un centre de design intégré. 16 designers travaillent conjointement avec le bureau d’études en recherche et développement, composé de 80 ingénieurs.
La version de préproduction est introduite au salon de l'auto de Genève en mars 2011. La production démarre en juin 2011 et cette version est présentée au public en septembre 2011 au salon de l'auto de Francfort. Les ventes au public démarrent en 2012.
En août 2012, on compte 512 véhicules enregistrés en France.
Au cours de l'année 2013, seuls 201 véhicules ont été immatriculés alors que l'objectif était de 700 à 900 véhicules.
La gamme mia est commercialisée à travers un réseau de distribution spécialisé dans la mobilité électrique en France et à l’international (Allemagne, Belgique, Luxembourg, Pays bas, Royaume uni, Norvège, République Tchèque, Italie, Suisse, Ile de la Réunion, Nouvelle-Calédonie, Canada et Afrique du Sud).